# Feral Tribune
Feral Tribune bio je hrvatski satiričko-politički tjednik lijevog usmjerenja.
Isticao se provokativnim naslovnicama i izrazito kritičnim pristupom. Parafraziranje i fotomontaže prepoznatljive su osobine tog tjednika.
Kritičari su zamjerali tjedniku neobjektivnost i uvredljivost. Zbog mnogih optužbi su vođeni sudski postupci protiv njegovih novinara.

## Povijest
Godine 1989. Viktor Ivančić, Predrag Lucić i Boris Dežulović značajno su proširili podlistak tadašnje Nedjeljne Dalmacije pod nazivom "Feral" oštrom satirom i kritičnim člancima.  Kad je tadašnja vlast preuzela Slobodnu Dalmaciju, ovi novinari odlaze iz Slobodne u kojoj su radili kao vanjski suradnici, te pokreću Feral kao samostalan list. Kombinirajući slova svojih imena stvorili su naziv studija VIVA LUDEŽ, izdavača tjednika.

### Ime
Dugogodišnji novinar Ferala Đermano Ćićo Senjanović dao je ime Feralu. Feralu su kao satiričnom podlistku pristupili Boris Dežulović i Predrag Lucić, a nakon povratka Viktora Ivančića u redakciju s odsluženja vojnog roka 1989. godine ime je izmijenjeno u "Feral Tribune."

### Sadržaj
Neki članci doveli su do javnoga negodovanja lokalnih čelnika Savez komunista Jugoslavije i do sudskih tužbi. Neki od članova skupine VIVA LUDEŽ također su bili aktivni u Omladinskoj iskri.
Feral Tribune je otvoreno i izrazito kritično pisao i izvještavao o raznima temama govorio je o ratnim zločinima koje su počinili hrvatski vojnici i generali, umiješanosti Hrvatske vojske u rat u Bosni i Hercegovini, i drugim provokativnim temama.
Za povijest Ferala osobito je značajna duhovita naslovnica koja prikazuje Franju Tuđmana i Slobodana Miloševića razodjevene u krevetu kako se grle.
Nadrealistične ilustracije i crteži u Feralu bile su rad stalnog ilustratora Alema Ćurina.
Feral je 1994. iznio mnogo optužujućih činjenica koje su narušavale ugled HDZ-a. Tjednik je opterećen nametanjem 50% poreza na prometa namijenjenoga pornografskim magazinima pod izgovorom da u Feralu postoji pornografski sadržaj. Godine 1995. Hrvatski ustavni sud je povukao ovu odluku. Godine 1996. Nakon toga donesen je zakon u kojem stoji da je javna kritika najviših dužnosnika kažnjivo djelo.
Feral Tribune je nastavio objavljivati slobodno usprskos višestrukim tužbama za klevete i duševne boli. Vlada je također pritiskala Feral drugim sredstvima – najveća distributerska kompanija  Tisak  je privatizirana i Feral je bio zadnji na listi vjerovnika. Glavni urednik Viktor Ivančić dobio je poziv za mobilizaciju.
Feral Tribune je uspio preživjeti, ali ne bez donacija iz inozemstva.
Franjo Tuđman je umro 1999., a tri mjeseca kasnije HDZ je izgubio vlast na hrvatskim parlamentarnim izborima 2000. Za vrijeme vlade Ivice Račana još uvijek je nastavljen nepovoljan položaj  Ferala.
Neki poznati Feralovi novinari su napustili redakciju zbog loših primanja. Redakciju je 1999. godine zbog osobnih razloga napustio Boris Dežulović.
Feral Tribune je i dalje nastavio kritički pristup prema vladi, kritizirao je Račanovu neodlučnost i želju da se udalji od Tuđmanove baštine i otkrio je mnogo korupcijskih skandala vezanih uz njegovu vladu.
U prosincu 2006. Drago Hedl je poštom primio anonimnu prijetnju smrću zbog izvještavanja o otmicama i ubojstvima srpskih civila u Osijeku 1991. i 1992. u koje je bio upleten bivši HDZ-ov visoki dužnosnik Branimir Glavaš. Drago Hedl je 2006. godine dobio nagradu Međunarodnog centra za novinare (ICFJ) Knight International Journalism Award za najboljega novinara.
Viktor Ivančić, odgovorni urednik Feral Tribunea, primio je 2007. u Rimu priznanje Zlatna golubica za mir (Colombe d'Oro per la Pace), koju dodjeljuje talijanski Institut za međunarodna istraživanja Archivio Disarmo.

### Gašenje
Zbog niske naklade pa samim time i nesklonosti sponzora, Feral Tribune je u potpunosti lišen prihoda od davanja oglasnoga prostora o čemu su pisali u više navrata.
Godine 2007. objavljeno je da je zbog financijskih problema Feral Tribune trebao kupiti Europapress Holding najveći izdavač u Hrvatskoj (Globus, Jutarnji list) izazivajući spekulacije o nezavisnosti Ferala u budućnosti.
Dne 15. lipnja 2007. godine Feral Tribune se drugi put u svojih 14 godina izlaženja kao nezavisni list nije pojavio na kioscima zbog prisilne naplate Poreza na dodanu vrijednosti (PDV) čime je blokiran Feralov račun. Na sastanku održanome 21. lipnja u Zagrebu potpisano je Pismo namjere prema kojem će Europapress Holding postati većinski vlasnik Kulture i Rasvjete d.o.o., izdavača Ferala, a konačni ugovor će biti potpisan 9. srpnja.
Dne 29. lipnja 2007. nakon dva tjedna Feral se pojavio na kioscima s naslovnicom u kojoj aludira na preuzimanje koje će izvesti Europapress Holding.
Dne 15. lipnja 2008. zbog nagomilanih financijskih problema i jednostranih prekida pregovora EPH Feral Tribune objavljuje svoj zadnji broj.

## Nagrade
Feral je dobio nekoliko važnih nagrada tijekom godina izlaženja i najnagrađivaniji je hrvatski tjednik.  
- 1992. primio je nagradu Veselko Tenžera i nagradu Stefanal.
- Dobitnik je Međunarodne nagrade za slobodu tiska što je dodjeljuje International Press Directory
- 1997. dobitnik je Zlatnoga pera slobode što ju dodjeljuje Committee to Protect Journalists
- 1998. primio je nagradu za najbolji političko-satirički tjednik na svijetu dodijeljenju na Međunarodnom festivalu političke satire u Forte dei Marmi.

## Ostali projekti
Predrag Lucić je pokrenuo i vodio Feralovu biblioteku u sklopu koje je list izdavao prozna djela, eseje i zbirke poezije.
Feralova sestrinska tvrtka Viva Ludež suosnivač je ugaslog oglasnika Banak. Nakon pravnog spora između tvrtke Agora i Ferala, te poslije gašenja tjednika, ovaj oglasnik danas izdaje EPH u sklopu Slobodne Dalmacije, pod nazivom Mali oglasnik.

## Citati
- "Tjednik hrvatskih anarhista, protestanata i heretika".
- "Bogu-mili, a ni Vragu nisu mrski".
- "Feral Tribune je vlasništvo onih koji ga pišu i čitaju".

## Zanimljivosti
Iako je izlazio petkom već se u četvrtak mogao naći na kioscima u Zagrebu te se čitav sadržaj mogao besplatno pročitati na službenim stranicama.
U ožujku 2010. svi brojevi »Ferala« objavljeni su u digitalnom obliku na četiri DVD-a.